# گوستاو بوئنفاین
گوستاو بوئنفاین (انگلیسی: Gustav Bauernfeind؛ ۴ سپتامبر ۱۸۴۸ در زولتس آم نکا – ۲۴ دسامبر ۱۹۰۴ در اورشلیم) نقاش، معمار و تصویرگر اهل آلمان با اصالت یهودی بود. او یکی از شرق‌شناسان و نقاشان بنام آلمان به حساب می‌آید.